# Rassie van der Dussen
Hendrik Erasmus van der Dussen (bekannt als Rassie van der Dussen; * 7. Februar 1989 in Pretoria, Südafrika) ist ein südafrikanischer Cricketspieler, der seit 2018 für die südafrikanische Nationalmannschaft spielt.

## Aktive Karriere
Van der Dussen gab sein First-Class Debüt im Februar 2008 für die Northerns im nationalen südafrikanischen Cricket. In der Folge etablierte er sich dann bei den Lions. Mit dem Aufkommen von Twenty20-Ligen spielt er dann in mehreren Ländern und fiel dabei den Selektoren auf. Im Jahr 2018 wurde er dann ins A-Team Südafrikas berufen und nach guten Leistungen dort Sein Debüt in der Nationalmannschaft erfolgt im Oktober 2018 in der Twenty20-Serie gegen Simbabwe, bei dem ihm ein Fifty über 56 Runs gelang. Im Januar 2019 folgte dann sein ODI-Debüt gegen Pakistan, bei dem ihm drei Half-Centuries (93, 80* und 50*) gelangen. Im März folgte der Besuch Sri Lankas gegen die ihm jeweils ein Fifty in den ODIs (50 Runs) und Twenty20s (64 Runs) gelang. Für letzteres wurde er als Spieler des Spiels ausgezeichnet. Er wurde dann für den Cricket World Cup 2019 nominiert. Dort erzielte er im Eröffnungs-Spiel gegen England ein Fifty über 50 Runs, was jedoch nicht zum Sieg reichte. Auch bei der Niederlage gegen Neuseeland konnte er mit 67* Runs als bester Run-Scorer des Teams herausstechen. Im abschließenden Gruppenspiel gegen Australien konnte er mit 95 Runs beitragen.
Im Dezember 2019 gab er dann sein Test-Debüt gegen England, wobei er in drei der vier Tests jeweils ein Fifty erzielte (51, 68 und 98 Runs). Im Dezember 2020 traf er in einer Twenty20-Serie abermals auf England und erreichte dort ein Fifty über 74* Runs. Im Januar folgte dann ein Test-Fifty gegen Sri Lanka (67 Runs) und ein weiteres in Pakistan (64 Runs). Gegen Pakistan konnte er dann im April in der ODI-Serie sein erstes internationales Century über 123* Runs aus 134 Runs. Nach einem weiteren Fifty in den ODIs (60 Runs) konnte er noch ein weiteres in den Twenty20s (52 Runs) erreichen. Im Sommer 2021 gelang ihm in den West Indies ein Fifty in den Tests (75* Runs) und in den Twenty20s (56* Runs) Im September erreichte er ein weiteres Fifty (59 Runs) in der ODI-Serie in Sri Lanka. Beim ICC Men’s T20 World Cup 2021 konnte er gegen England mit 94* Runs aus 60 Bällen den Sieg bringen, wofür er ausgezeichnet wurde, was jedoch nicht ausreichte Südafrika ins Halbfinale zu bringen.
Nach der Weltmeisterschaft erzielte er in der ODI-Serie gegen Indien ein Century (129* Runs aus 96 Bällen) und ein Fifty (52 Runs). Im März 2022 folgte dann gegen Bangladesch ein Fifty über 86 Runs. In Indien absolvierte er mit dem Team im Juni eine Twenty20-Serie, wobei ihm ein Fifty über 75* Runs gelang. Dem folgte eine ODI-Serie in England, bei der er im ersten Spiel Century über 134 Runs aus 117 Bällen erzielte und dafür als Spieler des Spiels ausgezeichnet wurde. In der Test-Serie brach er sich dann einen Finger und verpasste so den ICC Men’s T20 World Cup 2022. Im Januar 2023 erzielte er dann gegen England abermals ein Century über 111 Runs aus 117 Bällen. Gegen Australien konnte er in den ODIs im September ein weiteres Fifty über 62 Runs erreichen und wurde in der Folge für den Cricket World Cup 2023 nominiert.